# Cappella di San Martino (Little Bedwyn)
La cappella di San Martino (in inglese St Martin's Chapel) è un luogo di culto sconsacrato anglicano che si trova nel villaggio di Chisbury nella parrocchia civile di Little Bedwyn nella contea del Wiltshire, Sud Ovest dell'Inghilterra, Regno Unito. Risale al XIII secolo, rientrava nella diocesi di Salisbury ed è tutelato dall'English Heritage per il suo particolare interesse storico e architettonico.

## Storia

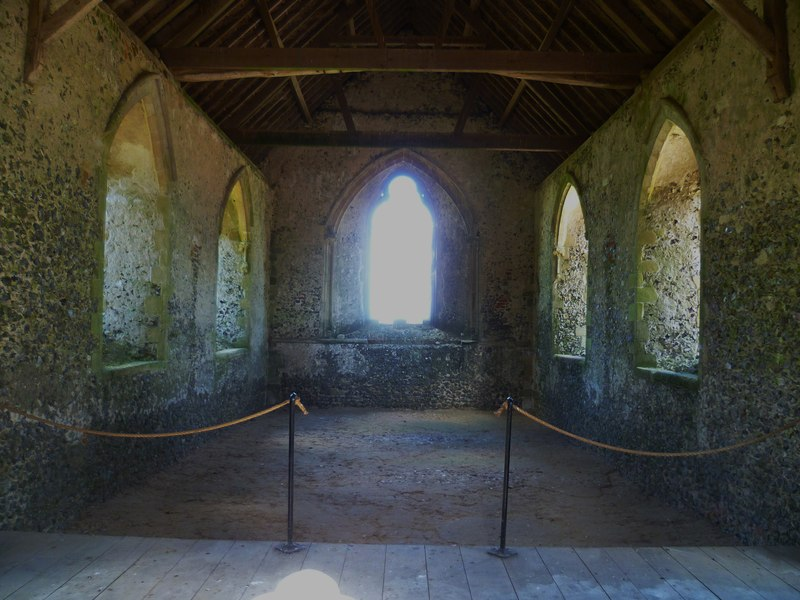
Interno della cappella come appariva nel 2013

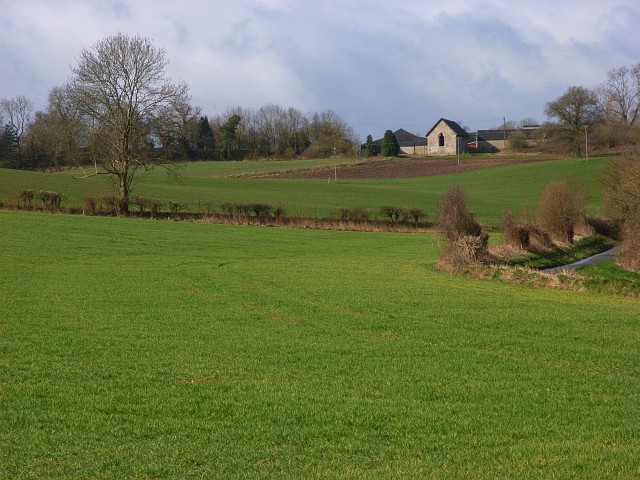
Area attorno alla piccola cappella sconsacrata

La cappella fu originariamente costruita nel XIII secolo dal signore del maniero di Chisbury per affermare il suo elevato status sociale. Questa permetteva sia alla famiglia del signore sia alla popolazione locale di assistere alle funzioni religiose e pagare le tasse senza doversi recare alla chiesa parrocchiale di Great Bedwyn. Venne sconsacrata nel 1547, in seguito alla Riforma della chiesa inglese, e per tre secoli venne utilizzata come fienile. Il sito sul quale venne costruita è ai margini delle barriere in terra di un fortilizio collinare risalente a molto prima all'età del Ferro, noto come Campo di Chisbury. Questa zona elevata si trovava in una posizione strategica utile per la difesa e fu occupata fino al periodo romano-britannico.

## Descrizione
L'English Heritage è proprietario della cappella e la tutela per il suo particolare interesse.

### Esterni
Il piccolo edificio si trova a sud dell'abitato di Chisbury nella parrocchia civile di Little Bedwyn del Wiltshire, Sud Ovest dell'Inghilterra, Regno Unito. La cappella è situata ai margini di un fortilizio collinare risalente a molto prima all'età del Ferro che fu occupato fino al periodo romano-britannico. Le fortificazioni in terra sono disposte a forma di pera con la punta rivolta a sud. Il modo migliore per accedervi è da sud. Si tratta di una piccola costruzione a capanna con tetto di paglia e pareti in selce.

### Interni
La sala interna è unica e spoglia. Due linee verticali nell'intonaco delle pareti laterali indicano il punto in cui il tramezzo in legno sormontato da una croce un tempo separava l'altare dalla navata. C'è anche una croce rossa sulla parete interna. Queste croci venivano dipinte sulle pareti di una chiesa durante la cerimonia di consacrazione, a indicare lo status religioso dell'edificio. All'interno della cappella si trova una tavola che ne illustra la struttura.